# Yiguang
Yiguang (chinesisch 伊光, Pinyin Yīguāng; „Licht des Islams“) war eine chinesische islamische Zeitschrift, die 1927 zum ersten Mal in Tianjin erschien. Sie wurde von dem berühmten chinesischen Akhund (chin. āhōng) und Koranübersetzer Wang Jingzhai (ca. 1879–1949) herausgegeben und erschien monatlich in den Jahren 1927 bis 1942. Der Sitz der herausgebenden Gesellschaft befand sich in der Nördlichen Großen Moschee von Tianjin. Die Zeitschrift ist eine wichtige Quelle für die islamische Theologie und Jurisprudenz ihrer Zeit und liefert für das Studium der chinesischen islamische Kultur wertvolle Informationen.
Nach Beginn der japanischen Invasion in China im Jahr 1937 erschien sie in unregelmäßigen Abständen aus Wuhan, Yancheng in Henan, Chongqing, Wuwei in Gansu, Wuzhong in Ningxia und Yinchuan.